# Pachycara dolichaulus
Pachycara dolichaulus és una espècie de peix de la família dels zoàrcids i de l'ordre dels perciformes.

## Morfologia
- Els mascles poden assolir 24,4 cm de longitud total.[4]

## Hàbitat
És un peix marí i d'aigües profundes que viu entre 666-718 m de fondària.

## Distribució geogràfica
Es troba al Perú.

## Observacions
És inofensiu per als humans.